# Im Yoon-ah
Im Yoon-ah (en hangul, 임윤아; en hanja, 林潤妸; Seúl, 30 de mayo de 1990), más conocida por su nombre monónimo Yoona (en hangul, 윤아),es una cantante, bailarina, modelo y actriz surcoreana. En agosto de 2007 debutó como miembro de Girls' Generation.

## Biografía
Yoona nació en Seúl, Corea del Sur el 30 de mayo de 1990. En el año 2002 participó en las audiciones del SM Saturday Open Casting Audition; ese mismo año se unió a SM Entertainment. En los cinco años sucesivos se ejercitó en actuación, canto y baile, y en 2007 se anunció su debut en el grupo Girls' Generation. También en 2007 debutó como actriz con la serie televisiva 9 Ends, 2 Outs.
En el año 2009 se graduó en la Daeyoung High School. Prosiguió sus estudios haciendo teatro y música en la Universidad Dongguk, donde se graduó en 2015.

## Carrera

### Girls' Generation
En el año 2002, Yoona se unió a SM Entertainment a través de SM Saturday Open Casting Audition, en la cual cantó "Please" de WAX, y bailó "Oops!... I did it again" de Britney Spears y "Valenti" de BoA. Desde que ingresó a la agencia fue puesta a entrenar con otros aprendices en diferentes áreas como el canto, la actuación y el baile.
En el 2007, Yoona fue escogida como miembro del grupo Girls' Generation. Las 9 miembros debutaron el 5 de agosto de 2007.

### Actuación
Antes de su debut oficial en la industria, Yoona apareció en varios videos musicales de diversos grupos de SM Entertainment tales como: "Magic Castle" de TVXQ en el 2004, "My everything" de The grace en el 2006 , "U" y "Marry U" de Super Junior.
YoonA hizo su debut como actriz en el año 2007 con el drama Two Outs in the Ninth Inning.
En el 2008 participa en el drama Woman of Matchless Beauty y ese mismo año obtiene su primer protagónico en el drama diario You Are My Destiny logrando importante reconocimiento en el campo de la actuación.
En el 2009, Yoona participó en el drama Cinderella Man junto a  Kwon Sang Woo.
En el 2012, Yoona regresa a la actuación a través de Love Rain, el cual protagoniza junto con Jang Keun Suk. El drama comenzó a transmitirse el 26 de marzo de 2012 en KBS2.
A mediados del 2012, Yoona participa en la película biográfica del SM Town, llamada I AM.
A finales del 2013, Yoona protagonizó Prime Minister and I junto a  Lee Beom Soo. El drama fue producido por SM C&C, y fue estrenado el 9 de diciembre de 2013 a través de KBS2.
En agosto del 2020 se anunció que se había unido al elenco de la película Miracle: Letters to the President, donde dio vida a Ra-hee, una estudiante de secundaria de corazón puro que se da cuenta del extraordinario encanto de Jun Kyung (Park Jung-min) desde el principio, a quien le presta mucha atención y apoyo.
En enero de 2021 se confirmó que se había unido al elenco principal de la película Confidential Assignment 2: International donde volverá a dar vida a Park Min-young, la cuñada del detective surcoreano Kang Jin-tae (Yoo Hae-jin) que tiene un aprecio por el detective norcoreano Rim Chul-ryung (Hyun Bin). La película es la secuela de Confidential Assignment.
En abril de 2021 comenzó el rodaje de Happy New Year, comedia romántica con un extenso reparto en la que Yoona interpreta el papel de Soo Yeon, una empleada de hotel.

#### Televisión
YoonA fue invitada al programa Family Outing de SBS el 14 de febrero de 2010, y se unió al elenco permanente de Family Outing Season 2 junto con Yoon Sang Hyun, Kim Won-hee, Ji Sang-ryeol, Shin Bong Seon, Jang Dong Min, Kim Heechul de Super Junior, Jo Kwon de 2AM y Ok Taecyeon de 2PM. El programa terminó el 11 de julio de 2010, luego de 5 meses.
El 11 de diciembre de 2020 se unió al elenco principal de la serie Hush, donde dio vida a Lee Ji-soo, una reportera interna que no tiene miedo de decir lo que piensa y quien después de conocer a Han Joon-hyuk (Hwang Jung-min) como su mentor, comienza a pensar en convertirse una verdadera reportera, hasta el final de la serie el 6 de febrero de 2021.
En 2022 se unió al elenco principal de la serie Big Mouse donde da vida a Go Mi-ho, una enfermera que es la esposa del abogado Park Chang-ho, quien ayuda a este a limpiar su nombre luego de que es confundido con un estafador.
El 20 de abril del mismo año se confirmó que se uniría al elenco de la serie King the Land, donde interpretará a Cheon Sa-rang.

### Publicidad
Antes de su debut con Girls' Generation, Yoona ya era conocida en la industria del entretenimiento debido a que comenzó a filmar comerciales y a modelar para varias revistas cuando aún era aprendiz de la agencia. Aparte de los comerciales con el grupo, Yoona ha modelado para Clean & Clear, YeJiMin Pad, Innisfree Cosmetics, S-Oil, Eider, Ciba Vision’s DAILIES & FreshLook Contact Lenses.
En mayo del 2008, ella junto a Tiffany, Jessica y los miembros de TVXQ participaron en un anuncio televisivo para Haptic Motion. Junto a su compañera Sooyoung, modeló para la SFAA Seoul Collection – Lee Joo-Young Fashion Show’ en el Seoul Hakyohul Exhibition Hall el 20 de marzo de 2008
El 29 de marzo de 2010, Yoona junto a sus compañeras de banda Taeyeon, Yuri, Seohyun y Sooyoung, fueron contratadas por Nintendo Corea como modelos de campaña para la consola de juegos portátiles, Nintendo DSi
En abril del 2010, Yoona junto a sus compañeras Yuri, Seohyun y a los miembros de 2PM Nichkhun, Taecyeon y Chansung filmaron un comercial para Everland’s Caribbean Bay. El comercial salió a mediados de mayo y fue acompañado de la canción “Cabi Song”.
Yoona fue escogida junto a las celebridades coreanas Rain, Kim Hee-sun, Ji Jin-hee, Ha Ji Won, Son Ye-jin, Kim Hyun Joong y Yunho para ser los modelos de las colecciones LOVE de Cartier. El producto de las ventas de los brazaletes fueron designados a la International Vaccine Institute (IVI)
Yoona lanzó su primera canción en solitario llamada "Innisfree Day" el 30 de agosto de 2010 para la promoción de Eco Handkerchie de la marca de cosméticos Innisfree.
En el 2012, Yoona y Jessica empataron en el segundo lugar para los anuncios comerciales individuales, participando en 13 anuncios diferentes, mientras que Girls' Generation como un grupo entero alcanzaron el primer lugar. Las chicas modelaron para 21 marcas diferentes incluyendo joyas, tiendas por departamento, cosméticos, electrodomésticos, etc.
A lo largo de su carrera YoonA ha participado en varias sesiones de fotos para diversas revistas como: High Cut, InStyle, Harper’s Bazaar, W Korea

## Vida personal
El 31 de diciembre de 2013 se confirmó mediante un comunicado que mantenía una relación con el actor y cantante Lee Seung Gi desde septiembre del mismo año. El 13 de agosto de 2015 se confirmó que tras casi dos años después, terminaron la relación. De acuerdo a la fuente, los dos terminaron debido a sus ocupadas agendas, SM Entertainment, agencia representante de Yoona, también confirmó la ruptura añadiendo que terminaron amigablemente.

## Discografía
| Año  | Canción                        | Duración | Artista                         |
| ---- | ------------------------------ | -------- | ------------------------------- |
| 2010 | "Innisfree Day"                | 03:42    | Solitario                       |
| 2008 | "Haptic Motion"                | 01:30    | Junto a Jessica, Tiffany y TVXQ |
| 2016 | "Deoksugung Stonewall Walkway" | 03:22    | Junto a 10cm                    |
| 2016 | "A Little Happiness"           | 03:07    | Solitario                       |
| 2016 | "Red Bean"                     | 04:09    | Solitario                       |
| 2016 | "The Moon Represents My Heart" | 03:08    | Solitario                       |
| 2016 | "Amazing Grace"                | 02:13    | The K2 OST Part.3               |

## Filmografía

### Películas
| Año  | Título                                   | Rol            | Notas                           |
| ---- | ---------------------------------------- | -------------- | ------------------------------- |
| 2012 | I AM                                     | Ella misma     | Película biográfica del SM Town |
| 2017 | Confidential Assignment                  | Park Min-young | Rol secundario                  |
| 2019 | Exit                                     | Eui-joo        | Protagonista                    |
| 2021 | Miracle: Letters to the President        | Ra-hee         | [ 16 ] [ 17 ] [ 18 ]            |
| 2021 | Happy New Year                           | Soo Yeon       | [ 19 ] [ 20 ]                   |
| 2022 | Confidential Assignment 2: International | Park Min-young |                                 |

### Series de televisión
| Año     | Título                    | Personaje        | Canal       | Notas        | Ref.                 |
| ------- | ------------------------- | ---------------- | ----------- | ------------ | -------------------- |
| 2007    | 9 End 2 Outs              |                  | MBC         |              |                      |
| 2008    | Woman of Matchless Beauty |                  | MBC         |              |                      |
| 2008    | You Are My Destiny        |                  | KBS         |              |                      |
| 2009    | Cinderella Man            |                  | MBC         |              |                      |
| 2012    | Love Rain                 | Kim Yoon Hee     | KBS2        |              |                      |
| 2013    | Prime Minister and I      |                  | KBS2        |              |                      |
| 2015    | Summer Love               |                  |             | Serie web    |                      |
| 2016    | God of War Zhao Yun       |                  | Hunan TV    |              |                      |
| 2016    | The K2                    | Ko Anna          | tvN         |              |                      |
| 2011    | Sazae-san 3               |                  | Fuji TV     | Cameo        |                      |
| 2017    | The King in Love          | Eun San / So-hwa | MBC         | 40 episodios |                      |
| 2020-21 | Hush                      | Lee Ji-soo       | JTBC        | 16 episodios |                      |
| 2022    | Big Mouse                 | Ko Mi-ho         | tvN/Disney+ |              | [ 10 ] [ 21 ]        |
| 2023    | King the Land             | Cheon Sa-rang    | JTBC        |              | [ 22 ] [ 23 ] [ 24 ] |
| 2025    | Bon appétit, majestad     | Yeon Ji-young    | tvN         |              | [ 25 ] [ 26 ]        |

### Programas de televisión
| Año  | Título            | Rol        | Nota                                                    | Canal            |
| ---- | ----------------- | ---------- | ------------------------------------------------------- | ---------------- |
| 2013 | 1 Night 2 Days    | Ella misma | Episodios 441 - 442                                     | KBS2             |
| 2013 | Shinhwa Broadcast | Ella misma | Episodios 47 - 48                                       | JTBC             |
| 2013 | Happy Together    | Ella misma | Episodios 282, 328                                      | KBS2             |
| 2013 | Strong Heart      | Ella misma | Episodios 1, 4, 5, 18, 19, 103, 104, 153, 154, 165, 166 | SBS              |
| 2013 | Hello Counselor   | Ella misma | Episodio 106                                            | KBS2             |
| 2011 | Running Man       | Ella misma | Episodios 39, 63, 64                                    | SBS              |
| 2010 | Family Outing 2   | Ella misma | Miembro permanente                                      | SBS              |
| 2009 | We Got Married    | Ella misma | Episodios 42, 45, 49                                    | MBC              |
| 2016 | Happy Camp        | Ella misma | invitada                                                | Hunan Television |
| 2018 | Hyori's Homestay  | Ella misma | Miembro permanente                                      | JTBC             |
| 2019 | Running Man       | Ella misma | Episodio 460                                            | SBS              |

### Aparición en videos musicales
| Año  | Canción                   | Artista         |
| ---- | ------------------------- | --------------- |
| 2011 | "Replay" Versión Japonesa | SHINee          |
| 2009 | "His Girlfriend"          | 24/7            |
| 2008 | "Propose"                 | Lee Seung Cheol |
| 2007 | "Marry U"                 | Super Junior    |
| 2006 | "My Everything"           | The Grace       |
| 2006 | "U"                       | Super Junior    |
| 2004 | "Magic Castle"            | TVXQ            |

### Presentadora
| Fecha                   | Evento                                    |
| ----------------------- | ----------------------------------------- |
| 31 de diciembre de 2013 | KBS Drama Awards                          |
| 28 de junio de 2013     | Korea-China Friendship Concert in Beijing |
| 28 de diciembre de 2012 | KBS Gayo Daechukje                        |
| 29 de diciembre de 2011 | SBS Gayo Daejun                           |
| 24 de diciembre de 2011 | KBS Entertainment Awards                  |
| 14 de noviembre de 2010 | Love Sharing                              |
| 26 de diciembre de 2009 | KBS Entertainment Awards                  |

## Premios y nominaciones
| Año  | Evento                                              | Categoría                                         | Trabajo                                  | Resultado | Ref.          |
| ---- | --------------------------------------------------- | ------------------------------------------------- | ---------------------------------------- | --------- | ------------- |
| 2008 | KBS Drama Awards                                    | Mejor nueva actriz                                | You Are My Destiny                       | Ganadora  |               |
| 2008 | KBS Drama Awards                                    | Premio de Internautas                             | You Are My Destiny                       | Ganadora  |               |
| 2008 | Korean Drama Festival                               | Premio de Internautas                             | You Are My Destiny                       | Ganadora  |               |
| 2009 | Baeksang Arts Awards                                | Mejor nueva Actriz                                | You Are My Destiny                       | Ganadora  |               |
| 2009 | Baeksang Arts Awards                                | Premio a la popularidad                           | You Are My Destiny                       | Ganadora  |               |
| 2010 | Baeksang Arts Awards                                | Premio a la popularidad                           | Cinderella Man                           | Ganadora  |               |
| 2012 | Mnet 20's Choice Awards                             | 20's Female Drama Star                            | Love Rain                                | Nominada  |               |
| 2012 | KBS Drama Awards                                    | Premio a la excelencia - Actriz de miniseries     | Love Rain                                | Nominada  |               |
| 2012 | KBS Drama Awards                                    | Premio de Internautas                             | Love Rain                                | Ganadora  |               |
| 2013 | Baeksang Arts Awards                                | Premio a la popularidad                           | Love Rain                                | Nominada  |               |
| 2013 | KBS Drama Awards                                    | Premio a la excelencia - Actriz de miniseries     | Prime Minister and I                     | Ganadora  |               |
| 2013 | KBS Drama Awards                                    | Mejor Pareja Junto a Lee Beom Soo                 | Prime Minister and I                     | Ganadora  |               |
| 2013 | KBS Drama Awards                                    | Premio de Internautas                             | Prime Minister and I                     | Nominada  |               |
| 2019 | 40th Blue Dragon Film Awards                        | Mejor actriz                                      | Exit                                     | Nominada  | [ 30 ] [ 31 ] |
| 2019 | 40th Blue Dragon Film Awards                        | Estrella popular                                  | Exit                                     | Ganadora  | [ 30 ] [ 31 ] |
| 2019 | 4th International Film Festival and Awards Macao    | Premio Asian Stars Up Next                        | Exit                                     | Ganadora  |               |
| 2019 | 4th Asia Artist Awards                              | Mejor artista, actriz (cine)                      | Exit                                     | Ganadora  | [ 32 ]        |
| 2019 | 4th Asia Artist Awards                              | Mejor artista social                              | —                                        | Ganadora  | [ 32 ]        |
| 2019 | Marie Claire Asia Star                              | Premio Face of Asia                               | —                                        | Ganadora  | [ 33 ]        |
| 2019 | Buil Film Awards                                    | Actriz más popular                                | Exit                                     | Ganadora  | [ 34 ]        |
| 2019 | 20th Women In Film Korea Festival                   | Mejor actriz                                      | Exit                                     | Ganadora  | [ 35 ]        |
| 2020 | 25th Chunsa Film Art Awards                         | Mejor actriz                                      | Exit                                     | Nominada  | [ 36 ]        |
| 2021 | Asan Chungmugong International Action Film Festival | Mejor actriz                                      | Exit                                     | Ganadora  | [ 37 ]        |
| 2021 | Golden Cinema Film Festival                         | Premio a la popularidad                           | Exit                                     | Ganadora  | [ 38 ]        |
| 2021 | 42nd Blue Dragon Film Awards                        | Mejor actriz                                      | Miracle: Letters to the President        | Nominada  | [ 39 ]        |
| 2021 | 42nd Blue Dragon Film Awards                        | Estrella popular                                  | Miracle: Letters to the President        | Ganadora  | [ 40 ]        |
| 2022 | 58th Baeksang Arts Awards                           | Mejor actriz (cine)                               | Miracle: Letters to the President        | Nominada  | [ 41 ]        |
| 2022 | Blue Dragon Film Awards                             | Mejor actriz                                      | Confidential Assignment 2: International | Nominada  | [ 42 ]        |
| 2022 | Blue Dragon Film Awards                             | Estrella popular                                  | Confidential Assignment 2: International | Ganadora  | [ 43 ]        |
| 2022 | Grand Bell Awards                                   | Mejor actriz de reparto                           | Confidential Assignment 2: International | Ganadora  | [ 44 ]        |
| 2022 | MBC Drama Awards                                    | Premio a la gran excelencia, actriz de miniseries | Big Mouse                                | Ganadora  | [ 45 ]        |
| 2022 | MBC Drama Awards                                    | Mejor pareja (con Lee Jong-suk)                   | Big Mouse                                | Ganadora  | [ 46 ]        |
| 2023 | Korea First Brand Awards                            | Mejor actriz (televisión)                         | Big Mouse                                | Ganadora  | [ 47 ]        |
| 2023 | APAN Star Awards                                    | Premio a la gran excelencia, actriz de miniseries | King the Land                            | Nominada  | [ 48 ]        |
| 2023 | APAN Star Awards                                    | Estrella global                                   | King the Land                            | Nominada  | [ 48 ]        |
| 2023 | APAN Star Awards                                    | Estrella popular                                  | King the Land                            | Ganadora  | [ 49 ] [ 50 ] |
| 2023 | APAN Star Awards                                    | Mejor pareja (con Lee Jun-ho)                     | King the Land                            | Ganadores | [ 49 ] [ 50 ] |